# Marcelo Lipatín
Marcelo Lipatín López, mais conhecido como Lipatin (Montevidéu, 28 de janeiro de 1977), é um ex-futebolista uruguaio que atuava como atacante.

## Carreira
Lipatin iniciou sua carreira profissional no Montevideo Wanderers em 1997, passando posteriormente pelo Defensor Sporting. Em 2000, transferiu-se para o Coritiba, onde marcou sete gols em 15 partidas. Sua trajetória internacional inclui passagens por clubes da Grécia, Japão, México, Itália e Portugal. 
No América do México, destacou-se ao conquistar o Campeonato Mexicano de 2002 (Verão). Em sua passagem pelo futebol italiano, atuou pelo Bari na Série B, entre 2003 e 2005.
Em 2005, foi contratado pelo Grêmio, participando da histórica "Batalha dos Aflitos" e contribuindo para o acesso do clube à Série A do Campeonato Brasileiro.
Depois jogou em clubes portugueses como Marítimo, Nacional e Trofense, entre 2006 e 2009. Após passagens por clubes portugueses, encerrou sua carreira no Corinthians Paranaense em 2012.
Em 2023, aos 46 anos, Lipatin anunciou seu retorno ao futebol profissional como jogador do Hope Internacional, clube de Campo Largo, no Paraná. Atuando também como CEO do clube, sua participação visa inspirar jovens atletas e reforçar valores no esporte.

## Pós-carreira
Após encerrar a carreira como jogador, Lipatin estabeleceu-se em Curitiba, onde fundou a empresa Lipatin Sports, dedicada à gestão de carreiras de atletas. Também participou da fundação do Hope Internacional, de Campo Largo, atuando como CEO e consultor técnico da equipe. Chegou a anunciar o retorno aos gramados para defender o clube no Campeonato Paranaense da 3ª Divisão em 2023, mas não foi relacionado em nenhuma partida.

## Homenagens
Em 2023, Lipatin foi homenageado com o Prêmio Mérito Esportivo pela Câmara Municipal de Curitiba, em reconhecimento à sua contribuição como ex-jogador e empresário esportivo.

## Títulos
América do México
- Campeonato Mexicano: 2002 (Verão)[1]

Grêmio
- Campeonato Brasileiro - Série B: 2005[3]
- Campeonato Gaúcho: 2006
- Copa FGF: 2006